# Collection Tati
Pour les articles homonymes, voir Tati.
La « collection Tati » printemps-été 1991 est le surnom d'une collection de vêtements et accessoires aux motifs pied-de-coq créés par Azzedine Alaïa en 1991.

## Historique
L'idée de collaborer avec Tati émane de Julian Schnabel qui a réalisé au préalable la série de peinture « Tati Paintings »,. En échange de l'accord de l'entreprise à bas coûts pour utiliser le motif, Alaïa dessine gratuitement trois objets, commercialisés par l'enseigne : un sac, un tee-shirt et des espadrilles, mais refuse l'idée de leur faire une collection qu'il l'obligerait à transiger sur la qualité. « Moment d'expérimentation » pour le couturier, il précise que « ce qui m'excitait, c'était d'accoler mon nom, l'univers de la haute couture, avec cette marque qui était alors la moins chère de toutes », car 
« les prix du prêt-à-porter de luxe me donnent la migraine ! ». C'est chose rare que le couturier tunisien utilise des motifs imprimés pour ses créations, d'autant plus ici de par l'image publicitaire du motif associé automatiquement à l'enseigne. Malgré tout, le fait que cette collection reste peu abordable par ses tarifs et sa faible distribution, elle ne peut être considérée comme une forme de démocratisation de la mode.

Logo de Tati jusqu'en 2013.

La collection d'Alaïa est composée de blousons, tailleurs, corsets, maillots de bain, brassières à baleines, grandes culottes, shorts, pantalons, robes, casquettes dans les couleurs rose, bleue ou noire,,. Le défilé voit les mannequins Naomi Campbell grande amie du couturier, Yasmin Le Bon, Farida Khelfa, Kristen McMenamy (en) ou Helena Christensen.
Le magazine Elle publie une double page composée de vêtements Tati et de vêtements Alaïa, avec David Bowie posant en short. Par la suite Bettina Graziani porte le sac Alaïa-Tati au mariage d’Elizabeth Taylor en Californie et se fait largement photographier. La collection reste particulièrement remarquée à l'époque et entre dans l'histoire de la mode comme l'une des premières collaborations significatives entre un couturier et une marque de distribution à bas coûts,,. Elle est également signe de la collaboration entre un artiste et la mode, associations qui vont se répandre dans les années suivantes.
L'exposition « Azzedine Alaïa, une autre pensée sur la mode. La collection Tati » (2019 - 5 janvier 2020), organisée par la Fondation Azzedine Alaïa, expose plusieurs modèles, sur fond de « Tati Paintings » de Julian Schnabel, de photos de Ellen von Unwerth et d'illustrations de Thierry Perez.